# Погорелово (Первомайский район)
Погорелово — село в Первомайском районе Ярославской области, входит в состав Кукобойского сельского поселения.

## География
Расположено на берегу речки Полка (приток Ухтомы) в 33 км на запад от центра поселения села Кукобой и в 64 км на северо-запад от райцентра посёлка Пречистое. 

## История
Кирпичная церковь с колокольней с декором в духе классицизма построена в 1818 году. В церкви было три престола: главном храме Покровский и Ильинский, в трапезной — придел Модеста Иерусалимского. 
В конце XIX — начале XX века село входило в состав Тарасовской волости Пошехонского уезда Ярославской губернии.
С 1929 года село входило в состав Урицкого сельсовета Первомайского района, с 2005 года — в составе Кукобойского сельского поселения.

## Население
| 1859 | 1914 | 2002 | 2007 | 2010 |
| ---- | ---- | ---- | ---- | ---- |
| 42   | ↗66  | ↘11  | ↘8   | ↘7   |

## Достопримечательности
В селе расположена недействующая Церковь Покрова Пресвятой Богородицы (1818).